# Майка
Вижте пояснителната страница за други значения на Майка.
Майката (на галено мама) е родител от женски пол. Тя е жената, която е родила и отгледала детето, но също така може да бъде и негова осиновителка. Майката заема централна роля като архетип в аналитичната психология на Карл Густав Юнг.

## Названия
Популярни обръщения към майката са „мама“, „мамо“, „майко“. Други названия са майче, мами и др. В миналото се е използвало често и обръщението „мале“. Понастоящем „мале“, най-честно в диалектна форма „мали“ се използва в разговорния език със значение „олеле“, „леле“. Прието е с „майко“ да се обръщат към майка си не само деца, но и възрастни.
Думата „мама“ съществува в почти всички световни езици. Тъй като сричката „ма“ е една от най-лесните за произнасяне, най-често това е първото, което детето се научава да казва.

## Думата „матер“
Индоевропейската дума „матер“ е първоизточникът на съвременното название за майка в повечето западни езици. От латинската и гръцката форма на думата са останали множество чуждици в българския:
- матица
- матрица – математическо понятие
- материал
- Алма Матер – университет
- материя
- матриархат
- метропол – идва от гръцкото meter, което значи „майка, начало, първоизточник“. Връзката главен град-сателити може да бъде оприличена на връзката майка-деца.

## На други езици
- (старо)гръцки: (metér, μητήρ) mitéra, μητέρα или mána, μάνα
- латински: mater, matrix, mamma
- английски: Mother, Mum/Mom
- немски: Mutter
- френски: mère
- руски: мать
- чешки: matka, matinka
- словашки: matka, mamka
- полски: matka
- албански: nënë
- сърбо-хърватски: majka мајка
- испански: madre
- босненски: majka
- персийки: mādar مادر
- староанглийски: modor
- староирландски: mathir
- староиндийски: matar
- санскрит: matr

## Други, неиндо-европейски езици
- арабски 'umm أم
- иврит: 'êm אם
- китайски: mǔ 母, mǔqin 母亲/母親
- японски: haha 母, o-kaa-san お母さん, hahaoya 母親
- финландски: emämaa
- тайландски: mae แม
- унгарски: anya
- виетнамски: mẹ

## Словосъчетания
В хип-хоп средите майката на противника е чест обект на обида, като това се счита за върховна обида.
С изразът „майката на...“ се има предвид първоизточникът на нещо по-малко. Например Кутията на Пандора може да бъде наречена „майката на всички злини“.